# محمود هومن

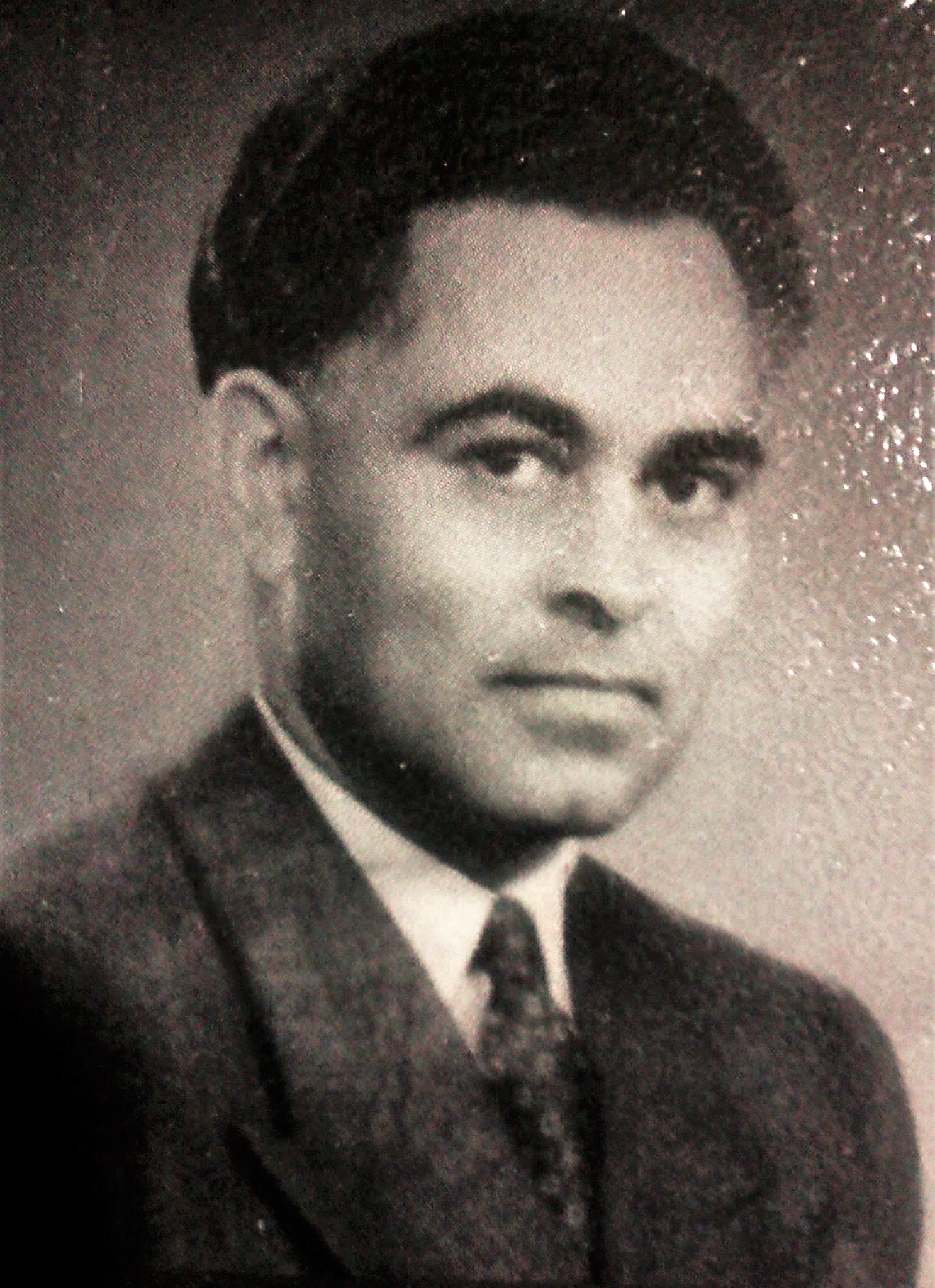
دکتر محمود هومن

محمود هومن (۱۲۸۷ در تهران – مهر ۱۳۵۹ در تهران)، فیلسوف ایرانی و استاد فلسفه و مهندسی شیمی در دانشگاه تهران، دانشگاه تربیت معلم و دانشگاه تبریز بود. او از اعضای فراماسونری در ایران بود. 

## زندگی
محمود هومن سال ۱۲۸۷ در تهران به دنیا آمد. تحصیلات ابتدایی و متوسطه را در تهران گذراند. سپس برای تحصیل در رشته مهندسی شیمی وارد دانشکدهٔ صنعتی ایران و آلمان گردید. در سال ۱۳۱۲ تدریس شیمی معدنی و اصول تجزیه‌های شیمیایی را در گروه شیمی دانشکده فنی دانشگاه تهران آغاز کرد. از سال ۱۳۱۵ تا ۱۳۲۲ مدیریت گروه مهندسی شیمی بر عهده او بود. هومن به فرانسه رفت و از دانشگاه پاریس دکترای فلسفه گرفت. در سال ۱۳۲۷ به تدریس فلسفه و تاریخ قرون اولیه اسلامی در دانشکده ادبیات دانشگاه تبریز اقدام کرد و پس از آن نیز در دانشگاه تربیت معلم به تدریس فلسفه پرداخت. عبدالعلی دست غیب (که کتابی هم با عنوان درس گفتارهای دکتر هومن نوشته است)، اسماعیل خویی، باقر پرهام، عبدالحسین نقیب‌زاده و صمد موحد از شاگردان او هستند. زمانی که هومن عضو «شورای هدف فرهنگ ایران» بود، گزارش اولیه رساله غربزدگی آل‌احمد را در سال ۱۳۴۰ مطالعه کرد و آل‌احمد را به مطالعهٔ کتاب ارنست یونگر آلمانی با عنوان «عبور از خط» که بحثی دربارهٔ نیهیلیسم است تشویق کرد. اما از آن‌جایی که آل‌احمد آلمانی نمی‌دانست به سراغ خود دکتر محمود هومن رفت و سه ماه تمام هفته‌ای دست کم دو روز، روزی سه ساعت نزد وی بود تا این کتاب به تقریر هومن و تحریر آل‌احمد ترجمه شد. با توجه به آنچه که آل‌احمد در پیش‌درآمد رساله غربزدگی نوشته، هومن را باید یکی از اساتید دانشگاهی تأثیرگذار بر روشنفکری دهه ۱۳۴۰ ایران دانست، آن‌هم در دوره‌ای که ماشین‌زدگی و ضدیّت با نظم مدرن در شاخه‌هایی از فلسفه آلمانی در آثار روشنفکری ایران باب شده بود.
او و برادرش، احمد هومن از اعضای فراماسونری در ایران بودند. اسماعیل رائین او را از بزرگ‌ترین و قدرتمندترین شخصیت‌های ماسونی معاصر ایران دانسته است.

## آثار
- حافظ چه می‌گوید (۱۳۱۷)
- از زندگانی چه می‌دانیم (۱۳۲۲)
- زیست یا زندگی (دربارهٔ فلسفه، ۱۳۲۴)
- حافظ (۱۳۲۵)
- تاریخ فلسفه، کتاب اول، دفتر اول (۱۳۳۷)
- تاریخ فلسفه، کتاب دوم، دفتر اول (۱۳۴۱)
- تاریخ فلسفه، کتاب دوم، دفتر دوم (۱۳۵۲)
- تاریخ فلسفه، دوران چهارم (به صورت فتوکپی) (۱۳۳۸)
- درس‌گفتارهای فلسفی، محمود هومن، ناشر: نوید شیراز
- تاریخ فلسفه، از آغاز تا نخستین آکادمی، محمود هومن، ناشر: پنگان - ۱۳۸۲
- عبور از خط: مبحثی در نیهیلیسم، ارنست یونگر، محمود هومن (مترجم)، جلال آل احمد (ویراستار)، ناشر: راوی، ۱۳۶۴ (انتشارات مهر نیوشا، در دست چاپ)[۹]
- تاریخ باستانی ایران، محمود هومن، عبدالعلی دستغیب (ویراستار)، ناشر: پیام امروز، ۱۳۷۹
- حافظ (ویراستهٔ دوکتاب از محمود هومن)، ۱۳۴۷، به کوشش اسماعیل خویی، توس، تهران؛ چاپ ۴، جیبی، تهران.
- شعر چیست؟ (گفتگوی اسماعیل خویی با محمود هومن)، ۱۳۵۵، امیر کبیر، تهران، چاپ ۲، امیر کبیر، تهران.
- چند نکته دربارهٔ تاریخ (نسخهٔ خطی)
- هجوم مغول به ایران (نسخهٔ خطی)